# Homecoming (Glee)
"Homecoming" es el segundo capítulo de la sexta temporada de la serie estadounidense Glee y el capítulo nº110 de toda la serie. El episodio fue escrito por Ryan Murphy, fue dirigido por Bradley Buecker y se emitió el viernes 9 de enero de 2015, después de la transmisión de "Loser Like Me" por el canal FOX en Estados Unidos, como un especial de dos horas de inicio de temporada.
En la semana de bienvenida de viejos alumnos en McKinley High, Rachel Berry (Lea Michele) y Kurt Hummel (Chris Colfer) siguen en búsqueda de nuevos miembros para New Directions, por lo cual reciben la ayuda de Mercedes Jones (Amber Riley), Santana Lopez (Naya Rivera), Brittany S. Pierce (Heather Morris), Artie Abrams (Kevin McHale), Tina Cohen-Chang (Jenna Ushkowitz), Quinn Fabray (Dianna Agron) y Noah "Puck" Puckerman. En la Academia Dalton, Blaine Anderson (Darren Criss) tiene un problema cuando la primera chica en asistir a la academia: Jane Hayward (Samantha Marie Ware), quiere formar parte de Los Warblers pero que finalmente se traslada a McKinley High para formar parte de New Directions luego que los miembros de Los Warblers no la dejaran formar parte del coro. Los antiguos miembros del coro logran reclutar a Roderick (Noah Guthrie) y a los gemelos Mason y Madison McCarthy (Billy Lewis Jr. y Laura Dreyfuss).

## Argumento
Blaine (Darren Criss) conoce a la primera mujer en asistir a la Academia Dalton, Jane (Samantha Marie Ware), quien desea formar parte de Los Warblers ya que su padre y dos de sus tíos formaron parte del coro en su momento. En una cena en la casa de Will (Matthew Morrison), él, Sam (Chord Overstreet), Blaine y Rachel (Lea Michele) acuerdan que jugarán limpio en la competencia eliminatoria y no se espiarán entre ellos.
Rachel trae de vuelta a la mayoría de los miembros originales del club glee: Mercedes (Amber Riley), Santana (Naya Rivera), Brittany (Heather Morris), Quinn (Dianna Agron), Puck (Mark Salling), Artie (Kevin McHale) y Tina Jenna Ushkowitz, para que le ayuden a reclutar miembros para formar el nuevo club glee. Mientras que Kurt (Chris Colfer) trata que Spencer (Marshall Williams) se una al coro, Rachel hace lo mismo con Roderick (Noah Guthrie) y ayuda a Jane con su audición para unirse a Los Warblers.
Quinn, Brittany, Santana y Artie van con los deportistas y porristas buscando suerte de encontrar a alguien que quiera unirse al club donde conocen a los gemelos Mason McCarthy (Billy Lewis Jr.) y Madison McCarthy (Laura Dreyfuss). Kitty (Becca Tobin) reaparece negándose a volver al coro luego de la forma de como Artie y Rachel los trató la última vez que existió el club glee en McKinley.
Roderick audiciona para el coro convirtiéndose en el primer miembro del coro; luego que el consejo de Los Warblers decidieran no dejar unirse a Jane al coro ella se transfiere a McKinley y se convierte en la segunda miembro de New Directions. Sue (Jane Lynch) habla con Spencer tratando de convencerlo de ser su cómplice para destruir el coro nuevamente pero él no acepta. Al final el nuevo New Directions se forma por 4 miembros: Roderick, Jane, Mason & Madison.

## Producción

### Elenco
Junto al regreso de los personajes recurrentes del primer New Directions en el capítulo también se encuentran Dave Karofsky (Max Adler) y Becky Jackson (Lauren Potter). La historia de cinco nuevos personajes son introducidos en este capítulo: Roderick (Noah Guthrie), chico de último año transferido desde Chicago; Jane, exestudiante de la Academia Dalton y nueva integrante de New Directions; los gemelos Mason y Madison McCarthy (Billy Lewis Jr. & Laura Dreyfuss) y finalmente Spencer, un chico gay aspirante a ser el nuevo mariscal de campo.

### Música
Dentro del episodio se interpretan cinco canciones que forman parte del EP Glee: The Music, Homecoming.
| Título de la canción | Intérprete original             | Intérprete en Glee                                             |
| -------------------- | ------------------------------- | -------------------------------------------------------------- |
| "Take on Me"         | A-Ha                            | Graduados de McKinley High                                     |
| "Tigtrope"           | Janelle Monáe                   | Jane Hayward                                                   |
| "Problem"            | Ariana Grande e Iggy Azalea     | Quinn Fabray, Brittany S. Pierce, Santana Lopez & Artie Abrams |
| "Mustang Sally"      | Wilson Pickett                  | Roderick                                                       |
| "Home"               | Edward Sharpe & The Magic Zeros | Graduados de McKinley High & New Directions                    |

## Recepción
El episodio fue visto por 2,34 millones de espectadores y un 0,7/2 en adultos 18-49 al igual que Loser Like Me.